# Gunnar Björkman
Gunnar Björkman, född 23 februari 1886 i Köpings landsförsamling, död 16 september 1975 i Engelbrekts församling, Stockholm, var en svensk industriman och ingenjör.
Björkman blev överingenjör 1913 och 1919 disponent och VD för Örebro pappersbruks AB. Björkman, som var en av Sveriges ledande industrimän var även från 1928 VD för Frövifors bruks AB och från 1939 för Örebro cementfabriks AB och styrelseledamot av flera andra industriföretag. Han var även från 1925 ledamot och från 1942 vice ordförande i handelsutskottet i Handelskammaren för Örebro och Västmanlands län. Björkman är begravd på Almby kyrkogård i Örebro.